# The Witch's Diner
The Witch's Diner (Hangul= 마녀식당으로 오세요, RR= Manyeosikdangeuro Oseyo), es una serie de televisión surcoreana transmitida del 16 de julio de 2021 hasta el 13 de agosto de 2021 a través de la cadena TVING.
La serie es una adaptación de la novela "Manyeosikdangeuro Oseyo" de Goo Sang-hee.

## Sinopsis
La serie sigue a una bruja quien es dueña de un restaurante donde vende comida para hacer realidad los deseos de las personas quienes desesperadas comen un plato mágico con la esperanza de que sus deseos personales se cumplan, incluso a costa de sus propias almas.
Jung-jin es una mujer normal de 28 años con trabajo y novio, que de pronto es despedida de su empleo y abandonada por su pareja. Dispuesta a salir adelante abre un restaurante junto a su madre, sin embargo cuando este quiebra y su madre decide mudarse al campo, se queda sola en el restaurante. Poco después, se le aparece Jo Hee-ra, una mujer misteriosa que le ofrece ayudarla con el restaurante.
Mientras que Hee-ra, en realidad es una bruja, quien ya ha perdido la cuenta de los años que ella viva, sin embargo tiene la sensación de que ya es mayor que cualquier ser humano conocido en la historia. Sufrió un trágico destino cuando tenía veinte años. Ahora como co-administradora del misterioso restaurante, Hee-ra prepara comida que cumple el deseo de los clientes, sin embargo a cambio de esto, los clientes deben darle algo que ella quiera.
Aunque al inicio Jung-jin se muestra escéptica, cuando come la comida de Hee-ra y experimenta por sí misma su poder, comienzan a trabajar juntas y el restaurante se vuelve muy popular.

## Reparto

### Personajes principales
| Actor                   | Personaje    | N.º de episodios | Notas |
| ----------------------- | ------------ | ---------------- | --- |
| Song Ji-hyo             | Jo Hee-ra    | 8                | Es una bruja y la misteriosa dueña del restaurante que satisface los deseos de la gente con comida. Más tarde, se descubre que años atrás luego de enamorarse profundamente y quedar embarazada, su felicidad se va, cuando él la abandonó. Destrozada y con dolor, decide dar en adopción a su hija y luego de encontrarse con una bruja que le promete cumplir su deseo si le daba algo a cambio, Hee-ra acepta convertirse en una bruja. Poco después se revela que la razón por la que Hee-ra había aceptado y ayudado a Jung-jin desde el inicio, era porque ella era su hija biológica, a quien había estado cuidando desde lejos. |
| Nam Ji-hyun Shin Rin-ah | Jung-jin     | 8 -              | Es una mujer destinada a ser hogareña después de ser despedida del trabajo por presentar una queja por trato injusto y por no tener vida amorosa. Más tarde se revela que en realidad Jung-jin es la hija biológica de Hee-ra a quien amaba y extrañaba profundamente a pesar de haberla dado en adopción de pequeña para que tuviera una vida feliz. Luego de que Hee-ra renuncia a su puesto, Jung-jin ocupa su lugar como la nueva dueña del restaurante. |
| Chae Jong-hyeop         | Lee Gil-yong | 8                | Es un estudiante que se prepara para tomar el examen de desarrollo educativo general (GED) y cuyo sueño de asistir a una universidad de educación física (ya que era corredor de fondo en la escuela secundaria), ha terminado después de sufrir una ruptura en su menisco. Más tarde, se revela que la razón por la que Hee-ra mostraba afecto por Gil-yong era debido a que su madre había sido una de sus clientas, pero en vez de pedir un deseo para ella como todos los demás, le había pedido que luego de su muerte, su hijo tuviera fuerza y viviera una vida feliz. Hee-ra le promete que ayudará a su hijo a ser feliz y el único precio que debía él debía pagar era que tendría que esforzarse para que darse cuenta de la felicidad con la que contaba. Cuando Lee Young-sook renuncia a su puesto, Gil-yong ocupa su lugar como el nuevo asistente de la propietaria del restaurante. |

### Personajes secundarios
| Actor          | Personaje               | N.º de episodios | Notas |
| -------------- | ----------------------- | ---------------- | --- |
| Ha Do-kwon     | Lee Young-sook (Mr. Oh) | -                | Es un CEO y el asistente de Jo Hee-ra a quien ayuda a cuidar los asuntos del mundo real, como facturas, impuestos, etc. También está a cargo de diseñar el interior del restaurante.            |
| Yoon Da-young  | Lee Yoon-mi             | -                | Es la mejor amiga de Jung-jin y maestra de Lee Gil-yong. |
| Son Kwang-eop  | -                       | -                | Es el padre de Lee Gil-yong. |
| Baek Sung-chul | Ko Hyun-woo             | -                | Es un estudiante que acosa tanto a Lee Gil-yong como a Young-jae. |
| Han So-eun     | Kang Su-jung            | -                | Es una compañera de clases de Lee Gil-yong, quien intenta estar a la altura de las expectativas de sus padres. Su padre es un funcionario de alto rango y su madre una profesora universitaria. |
| So Hee-jung    | Ae-sook                 | -                | Es la madre adoptiva de Jung-jin. |
| Hong Ji-hee    | Ae-sook de joven        | 7-8              | Es la madre adoptiva de Jung-jin. |
| Shin Joo-hyup  | Young-jae               | -                | Es un compañero de clases de Lee Gil-yong en la escuela secundaria y la persona que influyó en su vida.                                                                                         |

### Otros personajes
| Actor          | Personaje   | Episodio(s) donde apareció | Notas |
| -------------- | ----------- | -------------------------- | --- |
| Park Jin-woo   | -           | 1                          | Es el jefe de Jung-jin. |
| Lee Soo-ji     | -           | 1                          | Es la esposa del jefe de Jung-jin.                                                                                               |
| Jun Eun-mi     | -           | 1                          | Es una colega de Jung-jin. |
| Choi Hee-seung | -           | 1                          | Es un colega de Jung-jin. |
| Lee Joo-shil   | Lee Bok-nam | 1, 4-6                     | Es la arrendadora de Jung-jin y Lee Gil-yong.                                                                                    |
| Ji Soo-won     | -           | 2, 5-6                     | Es la Gran bruja y descendiente de brujas de generación. Es la financista de Jo Hee-ra y la responsable de convertirla en bruja. |
| Hong Suk-youn  | -           | 3                          | |
| Kang Da-hyun   | -           | 3-4                        | Es una actriz musical. |
| Yoo Gun-woo    | -           | 7-8                        | Es el exnovio de Jo Hee-ra y padre biológico de Jung-jin.                                                                        |
| Jung So-young  | Yeon-ok     | 6                          | Es la cuidadora de Lee Bok-nam y la amiga del club de senderismo de Goo Hyo-shik.                                                |
| Lee Jae-eun    | -           | 8                          | |

### Apariciones especiales
| Actor           | Personaje             | N.º de episodios | Notas |
| --------------- | --------------------- | ---------------- | --- |
| Lee Kyu-hyung   | -                     | 1                | Es uno de los clientes de Jo Hee-ra a quien le hace una petición con tickets de lotería. |
| Kang Ki-doong   | Bae Yoon-ki           | 1-3, 5           | Es un hombre desesperado por encontrar trabajo que llega al restaurante, y dispuesto a hacer cualquier cosa contrar de encontrar un trabajo hace un contrato con Jo Hee-ra.                              |
| Ahn Eun-jin     | Jin Sun-mi            | 1, 3-4           | Es una aspirante a actriz musical que ha estado saliendo durante los últimos 7 años con Ahn Sung-ho. |
| Yoon Ji-on      | Ahn Sung-ho           | 3-4              | Es el novio de Jin Sun-mi. |
| Ji Il-joo       | -                     | 4                | Es un doctor interesado en Jin Sun-mi. |
| Choi Sung-jae   | Young Choon (Tom Kim) | 4-8              | Es un autor que utiliza el nombre de "Tom Kim" cuando escribe. |
| Im Won-hee      | Goo Hyo-shik          | 4-6              | Es el hijo de Lee Bok-nam, el propietario de la casa donde vive Lee Gil-yong. |
| Jung Chan       | -                     | 6-8              | Es el padre adoptivo de Jung-jin. |
| Choi Seung-yoon | -                     | -                | Es el exnovio de Jung-jin, a quien ha estado engañando con el hecho de que está casado y tiene una hija.                                                                                                 |
| Han Ji-eun      | -                     | 8                | Es una aspirante a novelista y la escritora de "The Witch's Diner". Una mujer desesperada que necesita nuevas ideas para su nuevo libro con el fin de cumplir con el plazo establecido por la editorial. |

## Episodios
La serie está conformada por ocho episodios, los cuales fueron emitidos los viernes (KST).

### Ratings
Los números en color rojo indican las calificaciones más bajas, mientras que los números en azul indican las calificaciones más altas.

## Música
El OST de la serie está conformado por las siguientes canciones:

#### Parte 1
| N.º | Artista | Canción              | Letra | Música               | Duración |
| --- | ------- | -------------------- | ----- | -------------------- | -------- |
| 1   | Se.A    | "Holding On"         | Se.A  | Heo Seong-jin y Se.A | 3:29     |
| 2   |         | "Holding On" (Inst.) | -     | Heo Seong-jin y Se.A | 3:29     |

#### Parte 2
| N.º | Artista | Canción         | Letra | Música                      | Duración |
| --- | ------- | --------------- | ----- | --------------------------- | -------- |
| 1   | Junny   | "Alone"         | Junny | Heo Seong-jin, Junny y Dunk | 3:46     |
| 2   |         | "Alone" (Inst.) | -     | Heo Seong-jin, Junny y Dunk | 3:46     |

#### Parte 3
| N.º | Intérprete | Canción             | Letra | Música                      | Duración |
| --- | ---------- | ------------------- | ----- | --------------------------- | -------- |
| 1   | Yeseo      | "Fair Dish"         | Yeseo | D.Ori (디오리) y Lee So-won | 3:01     |
| 2   |            | "Fair Dish" (Inst.) | -     | -                           | 3:01     |

#### Parte 4
| N.º | Intérprete             | Canción          | Letra                                                 | Música                                                                  | Duración |
| --- | ---------------------- | ---------------- | ----------------------------------------------------- | ----------------------------------------------------------------------- | -------- |
| 1   | Han Seung-woo (Victon) | "Please"         | Summer Kim (de CLEF), BenAddict (de CLEF) y CLEF CREW | Park Won-jun (de CLEF), WDLM (de CLEF), BenAddict (de CLEF) y CLEF CREW | 3:31     |
| 2   |                        | "Please" (Inst.) | -                                                     | Park Won-jun (de CLEF), WDLM (de CLEF), BenAddict (de CLEF) y CLEF CREW | 3:31     |

#### Parte 5
| N.º | Intérprete | Canción                     | Letra         | Música               | Duración |
| --- | ---------- | --------------------------- | ------------- | -------------------- | -------- |
| 1   | Sondia     | "Such a Person" (그런 사람) | Heo Seong-jin | Heo Seong-jin y Dunk | 3:45     |
| 2   | Sondia     | "Please" (그런 사람; Inst.) | -             | Heo Seong-jin y Dunk | 3:45     |

## Producción
La serie es una adaptación de la novela "Manyeosikdangeuro Oseyo" de Goo Sang-hee (publicada el 2 de marzo de 2016 por Dasan Books).
También es conocida como "Please Come to the Witch's Restuarant", "Come to the Witch's Restaurant" y/o "Welcome to the Witch’s Restaurant".
La dirección está en manos de So Jae-hyun (소재현), mientras que el guion fue realizado por Lee Young-sook (이영숙).
Por otro lado la serie contó con el apoyo de Lee Yong-seop, el supervisor de "Westworld", la compañía a cargo de las imágenes generadas por computadora (CGI) para "The Witch's Diner".
La primera lectura del guion fue realizada el 26 de febrero de 2021, mientras que la cofnerencia de prensa en línea fue realizada el 9 de julio del mismo año.

### Recepción
A su estreno, la serie ha sido bien recibida, debido a la actuación de los actores, los personajes y las escenas.
El 30 de agosto del mismo año, la serie entró dentro de los 5 mejores K-Dramas en Viki de ese mismo mes.